# ARIA ASIA
ARIA ASIA（アリア エイジア）とは、ヴァイオリニストのARIAを中心としたロックバンド。

## 概要
2008年にインディーズ・デビュー。渋谷を中心に路上ライブを展開。1stシングル「Gypsy Girl」はライブハウス、路上ライブのみの手売り販売で、2ヵ月間で4000枚、累計15000枚を売上。
2009年以降は東京の他、沖縄県でも音楽活動を展開。沖縄県内での多数のライブ開催により、「Gypsy Girl」および1stアルバム「Ryukyu Rock Violin」が同年の沖縄シーンにおけるCD売上チャートの上位に入る。6月MIYAKO ISLAND FES、7月フジロックフェスティバルに出演。
2009年6月3日、毎年6,7月に沖縄県内各地で実施している海岸清掃活動「まるごと沖縄クリーンビーチ」の記者会見およびオープニングセレモニーに参加。
2010年5月21日、公式ブログにて活動停止を発表。

## メンバー
ARIA
（ヴァイオリン）
本名：相澤アリア（あいざわ アリア、1984年5月16日 - ）
山梨県笛吹市一宮町出身。桐朋学園大学女子高等学校、桐朋学園大学卒業。それに伴い、学士（音楽）の学位を取得する。2歳からヴァイオリンを始め、音大在学中にフランスのクールシュベール音楽祭や、アメリカのカルテットプログラムに参加。大学卒業後、D・A・Iに才能を見いだされる。
2008年秋、喜多郎のワールドツアーに参加。冬、MONGOL800の全国ツアーに同行。2008年12月3日にリリースしたMONGOL800のシングル「special thanks!!」にゲストミュージシャンとして参加。
2011年9月10日、ARIAが沖縄県名護市の名護市民会館中ホールにて開催される「第1回やんばるてぃだ音楽祭in名護」にて演奏者として出演。
レディースファッションブランド「Baby Burn」のメインキャラクターも務めていた。
D・A・I
（ギター） from Do As Infinity
Acchi
（ベース） from sacra AMIDA ADDICT
DUCCI
（ドラムス） 元KUMACHI

## ディスコグラフィー

### シングル
- Gypsy Girl （2008年5月16日）マキシシングル [規格品番：TSM-0001]
  - 01.Gypsy Girl
  - 02.琉球哀歌
  - 03.Gypsy Girl Inst
  - 04.琉球哀歌 Inst

- Gypsy Girl ver.2.0 （2008年9月20日）マキシシングル [規格品番：TSM-0002] タワーレコード那覇店にて沖縄音楽インディーズチャート1位[16]、邦楽チャート3位獲得[17]。
  - 01.Gypsy Girl
  - 02.Morning Sunshine
  - 03.戦場の花
  - 04.下弦の月
  - 05.Aerial Garden〜アビドス架空庭園〜
  - 06.Ryukyu Song

### アルバム
- Ryukyu Rock Violin （2009年5月16日） [規格品番：TSM-0005] Amazonロックミュージックのランキング5位[18]、Amazonのワールドミュージック週間ランキング1位[19]獲得。
  - 01.島唄
  - 02.花
  - 03.いいあんべぇ
  - 04.長い間
  - 05.島人ぬ宝
  - 06.Ryukyu Song　
  - 07.小さな恋のうた
  - 08.涙そうそう
  - 09.童神

### DVD
- ARIA ASIA Live Rock!!!!!! （2008年12月24日） [規格品番：TSM-1001]
  - 01.The Glorious Daybreak 〜アルフヘイム宮殿の夜明け〜
  - 02.Toss The Feathers
  - 03.Gypsy Girl
  - 04.Morning Sunshine
  - 05.Mirage 〜蜃気楼の街〜
  - 06.下弦の月
  - 07.Ryukyu Song
  - 08.Aerial Garden 〜アドビス架空庭園〜
  - 09.Triumphal Road 〜エトルリア王の凱旋〜
  - 10.Canon Rock